# オニー・パルン

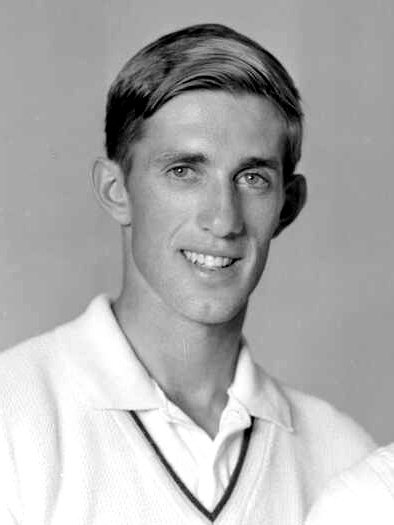
オニー・パルン

オニー・パルン（Onny Parun, 1947年4月15日 - ）は、ニュージーランド・ウェリントン出身の元男子プロテニス選手。1973年の全豪オープン男子シングルス準優勝者。ダブルスでは1974年の全仏オープンで、オーストラリアのディック・クリーリーとペアを組んだ優勝がある。シングルス自己最高ランキングは19位。身長187cm、体重76kg、右利きの選手。ATPツアーでシングルス5勝、ダブルスで1974年全仏オープンを含む2勝を挙げた。
ユーゴスラビア人とオーストラリア人の両親の間に生まれたパルンは、1967年から男子テニス国別対抗戦・デビスカップのニュージーランド代表選手に選ばれた。彼は芝生コートで優れた才能を発揮し、1971年と1972年の2年連続でウィンブルドンのベスト8に入る。1973年の全豪オープンは、1972年と1973年の年末年始をまたいで行われた。パルンは初進出の決勝でジョン・ニューカムに 3-6, 7-6, 5-7, 1-6 で敗れ、大会黎明期の1906年と1909年に2勝を挙げたアンソニー・ワイルディング以来となる、ニュージーランド選手としての全豪優勝を逃した。全豪で準優勝した1973年は、全米オープンでもスタン・スミスとの準々決勝まで勝ち進んでいる。
翌1974年の全仏オープンで、オニー・パルンはディック・クリーリー（1970年全豪オープン準優勝者）とペアを組み、男子ダブルス初優勝を飾った。全仏男子ダブルス決勝戦の相手は、アメリカの強豪ペアであるスタン・スミス＆ボブ・ルッツ組であった。先にパルン＆クリーリー組が2セットを連取したが、スミス＆ルッツ組が第3・第4セットを連取し、試合は最終第5セットまでもつれた。第5セットはパルン＆クリーリー組のペースで進み、最終スコア 6-3, 6-2, 3-6, 5-7, 6-1 で初優勝を決めた。全仏オープンの2ヶ月前、パルンは当時の男子プロテニスツアーであった「ワールド・チャンピオンシップ・テニス」（World Championship Tennis, 略称 WCT）の東京大会でもダブルス優勝がある。この大会では、パルンは南アフリカのレイモンド・ムーアとペアを組んだ。
1976年の前半、パルンはニュージーランド・オークランド大会と「ヨハネスブルグWCT」で男子ツアーのシングルスに2勝を挙げたが、全米オープンの1回戦でイリ・ナスターゼとの対戦中に足首を痛めてしまう。この故障からの回復が思わしくなかったため、彼の最盛期はあまり長く続かず、前述の2大会を最後にツアーでの優勝が途絶えた。最後の好成績は、1980年ウィンブルドンの4回戦進出であった。パルンは1982年3月、デビスカップの「ワールドグループ」1回戦を最後に現役を引退した。